# 恋瀬村
恋瀬村（こいせむら）は茨城県新治郡にかつて存在した村である。

## 地理
- 現在の石岡市の北西部、旧八郷町の北部に位置する。
- 村内には恋瀬川が流れる。
- 八溝山地の筑波山塊に位置し、村域のほとんどは山がちな地形である。

## 歴史
村名は恋瀬川の上流に位置することに由来する。

### 村域の変遷
- 1889年（明治22年）4月1日 - 町村制施行により、大塚村・大増村・太田村・中戸村・小見村が合併し発足。
- 1955年（昭和30年）1月1日 - 柿岡町・小幡村・葦穂村・瓦会村・園部村・林村・小桜村と合併し八郷町が発足。同日恋瀬村廃止。

変遷表
| 1868年 以前 | 1868年 以前 | 明治22年 4月1日 | 昭和30年 1月1日 | 平成17年 10月1日 | 現在   |
| ----------- | ----------- | --------------- | --------------- | ---------------- | ------ |
|             | 大塚村      | 恋瀬村          | 八郷町          | 石岡市           | 石岡市 |
|             | 大増村      | 恋瀬村          | 八郷町          | 石岡市           | 石岡市 |
|             | 太田村      | 恋瀬村          | 八郷町          | 石岡市           | 石岡市 |
|             | 中戸村      | 恋瀬村          | 八郷町          | 石岡市           | 石岡市 |
|             | 小見村      | 恋瀬村          | 八郷町          | 石岡市           | 石岡市 |

## 大字
- 大塚（おおつか）
- 大増（おおます）
- 太田（おおた）
- 中戸（なかど）
- 小見（おみ）

## 人口・世帯

### 人口
総数 [単位： 人]
| 1891年（明治24年） | 2,481 |
| 1920年（大正 9年） | 3,268 |
| 1935年（昭和10年） | 3,539 |
| 1950年（昭和25年） | 4,254 |

### 世帯
総数 [単位： 世帯]
| 1920年（大正 9年） | 661 |
| 1935年（昭和10年） | 595 |
| 1950年（昭和25年） | 729 |